# Нови мутанти (филм)
Нови мутанти (енгл. The New Mutants) амерички је суперхеројски хорор филм из 2020. године заснован на истоименом тиму Marvel Comics-а и дистрибутера 20th Century Studios-а. Представља тринаести и финални део филмске серије Икс-мен. Филм је режирао Џош Бун, према сценарију који је он написао заједно са Кнејтом Лијем, док су у главним улогама Мејси Вилијамс, Анја Тејлор-Џој, Чарли Хитон, Алисе Брага, Блу Хант и Хенри Зага. Радња филма прати групу младих мутаната које држе у скривеној болници и који морају да се боре за свој опстанак.
Бун и Ли су почели рад на филму након што је Бун завршио своје обавезе око филма Криве су звезде (2014). Њих двојица су представили потенцијалну филмску трилогију продуценту серије Икс-мен, Сајмону Кинбергу, а у мају 2015. су званично потписали за пројекат. Спекулисало се да су Вилијамс и Тејлор-Џој добили улоге у филму у марту 2016, што је и потврђено годину дана касније, када је откривен и остатак глумачке поставе. Филм је снимљен у Бостону, од јула до септембра 2017, углавном у Медфилд државној болници, а излазак филма је био планиран за април 2018. године. Филм је касније померен пошто су планирана поновна снимања појединих сцена и пошто је Disney почео процес преузимања продукцијске куће 20th Century Fox. Након што је преузимање завршено, Бун се вратио раду на филму, који је завршен без поновног снимања у марту 2020. године.
Филм Нови мутанти издат је 28. августа 2020. године у Сједињеним Државама, дистрибутера 20th Century Studios-а, након што се суочио са многим кашњењима од првобитног датума у априлу 2018. године. Филм је издат 3. септембра 2020. године у Србији, дистрибутера MegaCom Film-а. Филм је добио мешовите критике, а критичари су филм сматрали компетентним, али генеричким, и зарадио је 49 милиона америчких долара у односу на продукцијски буџет од 67—80 милиона америчких долара.

## Радња
Данијела „Дани” Мунстар, младу чејенску Американку, отац скрива у дрвету, јер је читав њен резерват уништио торнадо, остављајући је једину преживелу. Након што падне у несвест, Дани се буди у необично празној болници коју води др Сесилија Рејес, која је утешила Дани, објашњавајући да она није обичан човек, већ има јединствени мутирани ДНК, и саветује је да остане у овој болници док не сазна ефекте и како их контролисати.
Дани се упознаје са још четири тинејџера; Самјуела „Сема” Гутрија, Илијану Распутин, Роберта „Бобија” да Косту и Рахне Синклер. Рејес је сваког од њих довела у болницу, након што су сваки или доживели, или случајно проузроковали стравичну трагедију; Сем је срушио читав рудник угља на свог оца и сараднике који их је све побио, Роберто је случајно спалио своју девојку, Рахне је побегла из њеног побожног католичког села убивши свештеника након што ју је означио за вештицу, а Илијану су поробили и сексуално злостављали као дете. Сви они такође поседују надљудске способности због мутација у њиховој ДНК; Роберто може да манипулише сунчевом енергијом, Сем може да лети млазном брзином, Илијана има међудимензионалне моћи врачања, а Рахнеина ликантропија јој омогућава да се претвори у вука. Сама Рејес је такође моћан мутант који може да манипулише пољима силе „плазме и енергије”, спречавајући њих пет да напусте објекат.
Пет тинејџера колективно верује да су обучени да се придруже Икс-менима, отуда и строги надзор. Рејес их упозорава да се сматрају опасним и да не би требало да одлазе док не савладају своје надљудске способности. Дани покушава да побегне, али зауставља је поље силе које окружује цело болничко двориште. Затим планира самоубиство са црквене сахат-куле, али је Рахне спречава. Њих две почињу да стварају романтичну везу, али с друге стране Илијана антагонизира Дани, који открива да Илијана има ручну лутку љубичастог змаја по имену Локхид. Убрзо, сви почињу да имају застрашујуће стварне визије својих прошлих трагедија, од којих једна резултира Рахнеиним маркирањем на врату од стране истог свештеника којег је претходно убила. И Илијана и Рејес закључују да су визије резултат Даниних моћи које се манифестују; способност физичког испољавања страхова, илузија или других мисли из човековог ума. Рејес се консултује са својим послодавцима, Essex Corporation-ом, који јој упућују да сакупи Данин ДНК, а затим је еутаназира.
Док је Рејес везује за колица, Данина паника узрокује да јој снаге пропадну. Илијану и Сема нападају физичке манифестације Илијиних злостављача из детињства—чудовишна хуманоидна бића звана „Насмејани мушкарци”—док Роберто покушава да се пробије кроз спољну баријеру болнице, која се сада смањила у пречнику. Дани користи своје моћи да открије Рејсове праве намере пре него што Рахне стигне у облику полувука и измрцвари Рејесову, приморавајући је да побегне. Петорка се прегрупира у Рејесиној канцеларији и схватају да их је Рејес обучавала да буду атентатори за Essex, а да би побегли, морају убити Рејесову како би лишили поља снаге свог извора енергије. Проналазе и суочавају се са Рејесовом, који их упозорава да је Дани премоћна и да ће их све уништити. Рејесова их све ограничава пољима силе и покушава поново да убије Дани гушећи је силом, што ослобађа Демонског Медведа—Данин сопствени страх који се манифестује кроз њену моћ и прави узрок уништења њеног резервата—на њој; Рејесову прождире, а Дани остаје без свести. Рахне покушава да допре до Даниине подсвести и подстиче је да се пробуди, док Илијана користи своје моћи како би отпутовала до „лимба” где узима ужарени мач, оклоп и сићушну, физичку манифестацију Локхида за борбу против Демонског Медведа. На крају, Сем и Роберто се укључују у борбу, као и Рахне, али безуспешно. Дани посећује очев дух који је подстиче да се суочи са својим страхом; она се буди и суочава са Демонским Медведом, смирујући га и тако расипајући. Како дан одмиче, група напушта неоклопљени објекат да би пронашла најближи град.

## Улоге
| Глумац          | Улога                           |
| --------------- | ------------------------------- |
| Блу Хант        | Данијела „Дани” Мунстар / Мираж |
| Мејси Вилијамс  | Ране Синклер / Волфсбејн        |
| Анја Тејлор-Џој | Илијана Распутин / Меџик        |
| Чарли Хитон     | Сем Гатри / Канонбол            |
| Хенри Зага      | Роберто да Коста / Санспот      |
| Алисе Брага     | Сесилија Рејес                  |
| Адам Бич        | Вилијам Вонстар                 |